# Daphne du Maurier
Daphne du Maurier (født 13. maj 1907, død 19. april 1989) var en britisk forfatter.

## Liv
Du Mauriers far var skuespiller, og hendes bedstefar var den fransk-engelske forfatter George du Maurier.
Du Maurier skrev mest thrillers, hvoraf Rebecca var en kæmpesucces og kendt som hendes mesterværk. Alfred Hitchcocks film Jamaica-kroen (Jamaica Inn) og Rebecca er begge baseret på Du Maurier-romaner af samme navne, mens Fuglene er baseret på hendes novelle af samme navn.
Du Mauriers levede i mange år i Cornwall, hvorfra hendes mor stammede. Mange af hendes bøger bruger dette grevskab.

## Udvalgte værker

### Romaner
- Jamaica Inn (1936)
- Rebecca (1938)
- The Scapegoat (1957)

### Skuespil
- Rebecca (1940, efter romanen)
- The Years Between (1943)
- September Tide (1948)

### Andet
- The Infernal World of Branwell Brontë (1960; biografi af Brontë-søstrenes bror)
- Vanishing Cornwall (1967)
- Don't Look Now (1971; noveller, hvoraf en blev filmatiseret som Rødt chok)